# Empoasca conifera
Empoasca conifera är en insektsart som beskrevs av Irena Dworakowska 1994. Empoasca conifera ingår i släktet Empoasca och familjen dvärgstritar. Inga underarter finns listade i Catalogue of Life.